# Alois Barbist
Alois Barbist (* 1852; † 1905) war ein deutscher Baumeister und Architekt. Er war vornehmlich in München aktiv.

## Leben
Über Alois Barbist ist wenig bekannt. Er führte ein bautechnisches Büro, in dem seine eigenen und auch fremde Entwürfe ausgeführt wurden; später trug dieses Büro den Namen Bautechnisches Büro Rosa Barbist. Nach einigen Quellen war Alois Barbist der Ehemann Rosa Barbists, andere äußern sich vorsichtiger. So ist etwa in einer Datensammlung zu Frauen in der Architektur über Rosa Barbist zu lesen, sie sei „anscheinend“ Alois Barbists Ehefrau gewesen, und: „Einzelheiten zur praktischen Tätigkeit von Rosa Barbist und dem eventuellen geschäftlichen bzw. juristischen Zusammenhang mit ihrem Mann scheinen noch nicht geklärt zu sein.“
Die Barbist-Bauten, meist Mietshäuser, gelten als typisch für die Prinzregentenzeit und als prägend für den Münchner Stadtteil Sendling, wo noch viele dieser Gebäude erhalten sind. Viele der Gebäude sind im Stil des Neobarock oder der Neorenaissance gehalten.
Im September 2012 fand in der Sendlinger Kulturschmiede eine Ausstellung zum Architekturbüro Barbist statt.

## Bauten Alois Barbists in München
Das Stadtportal München schreibt Alois Barbist die hier aufgeführten 38 Bauwerke zu, Rosa Barbist weitere 54. Etliche Bauten Alois Barbists haben mittlerweile den Status eines Baudenkmals.
| Adresse                 | Baujahr   | Geschichte und Beschreibung | Akten-Nr.       | Bild |
| ----------------------- | --------- | --- | --------------- | ---- |
| Albrechtstraße 37       | 1899      | Das viergeschossige Mietshaus in Ecklage im Stil der Neorenaissance besitzt einen übergiebelten Flachrisaliten sowie einen turmartigen Eckaufsatz. Es ist mit Stuckarbeiten gegliedert. | D-1-62-000-157  |      |
| Am Kosttor 1            | 1881      | Das viergeschossige Mietshaus ist im Stil der Neorenaissance gehalten und reich gegliedert. | D-1-62-000-299  |      |
| Aventinstraße 8         | 1888      | Das viergeschossige Mietshaus ist ein Traufseitenbau, dessen Fassade im Stil der Neorenaissance reich gegliedert ist. | D-1-62-000-511  |      |
| Baaderstraße 49         | 1895      | Der viergeschossige Mansarddachbau besitzt neobarockes Stuckdekor. Das Haus wurde als Mietshaus errichtet; das zweigeschossige Rückgebäude enthielt ehemals eine Werkstatt und Wohnraum und wurde 1896 errichtet. | D-1-62-000-527  |      |
| Bavariaring 20          | 1895      | Das Mietshaus in Ecklage wurde als Zweiflügelbau mit drei Geschossen errichtet. Die Hauptfront wird von zwei Ecktürmen flankiert. Die Fassade, im Stil der Neorenaissance gegliedert, ist nicht im Originalzustand erhalten, sondern wurde vereinfacht. | D-1-62-000-625  |      |
| Bavariaring 42          | 1895      | Die Fassaden des dreigeschossigen Mansardwalmdachbaus sind im Stil der Neorenaissance gegliedert. Das Mietshaus besitzt Zwerchhaus-Mittelrisaliten. Die Pfeiler-Gitter-Einfriedung stammt aus der Bauzeit. | D-1-62-000-637  |      |
| Brudermühlstraße 6      | 1893      | Das viergeschossige Mietshaus besitzt ein Mansarddach und eine verputzte Fassade mit zentralem Zwerchhaus sowie Fensterverdachungen, Gurt- und Sohlbankgesims. | D-1-62-000-999  |      |
| Brudermühlstraße 14     | 1892      | Das viergeschossige Mietshaus mit Mansarddach weist eine Putzfassade mit Sockelrustika, Fensterverdachungen, Gurt- und Sohlbankgesims auf. | D-1-62-000-1002 |      |
| Ehrengutstraße 7        | 1894      | Der viergeschossige Mansardwalmdachbau wurde als Mietshaus errichtet. Er besitzt einen Eckrisaliten. Die Fassade ist im Stil der Neorenaissance gegliedert. Das Rückgebäude ist dreistöckig und ebenfalls mit einem Mansardwalmdach ausgestattet. Es diente als Werkstätte und Mietshaus. | D-1-62-000-1429 |      |
| Erhardtstraße 6         | 1895      | Das Mietshaus wurde als viergeschossiger Traufseitbau errichtet. Es weist eine neobarocke Stuckgliederung auf und besitzt zwei Erker, Lisenen und Bandrustika. | D-1-62-000-1558 |      |
| Häberlstraße 8          | 1894      | Das als Mietshaus errichtete Gebäude ist ein mit zwei Erkern verzierter Traufseitbau. In der Durchfahrt befinden sich Stuckarbeiten im Stil des Neorokoko. Nach dem Zweiten Weltkrieg wurde die Dekoration der Fassade entfernt. Das zweigeschossige Rückgebäude weist barockisierende Formen auf. | D-1-62-000-2361 |      |
| Jahnstraße 23           | 1883      | Der dreigeschossige Traufseitbau wird in der Denkmalliste als Vorstadthaus geführt. | D-1-62-000-3056 |      |
| Jahnstraße 25           | 1882      | Das viergeschossige Wohn- und Geschäftshaus im Stil der Neorenaissance bildet mit dem Haus Klenzestraße 58 eine symmetrische Gruppe. Es besitzt an der abgeschrägten Ecke einen Erkerturm, der ein Zwiebeldach trägt. | D-1-62-000-3058 |      |
| Jahnstraße 36           | 1887      | Der viergeschossige Traufseitbau, dessen Fassade im Stil der Neorenaissance reich gegliedert ist, besitzt einen seitlichen rustizierten Flachrisaliten. Darüber befindet sich eine Ädikula-Giebelgaube. Das Haus wurde als Mietshaus errichtet. | D-1-62-000-3060 |      |
| Kidlerstraße 4          | 1896      | Das viergeschossige Mietshaus in Ecklage besitzt ein Walmdach sowie eine Putzfassade mit Seitenrisalit und Dreiecksgiebel. | D-1-62-000-3381 |      |
| Kidlerstraße 10         | 1894      | Das viergeschossige Mietshaus mit Walmdach weist eine Putzfassade mit Sockelrustika auf. Es ist mit einem schräg gestellten Eckerker mit Zeltdach versehen. Das ein- und zweigeschossige Rückgebäude besitzt ebenfalls ein Walmdach und eine Putzfassade mit Ecklisenen. | D-1-62-000-3383 |      |
| Kidlerstraße 14         | 1893      | Das Mietshaus im Stil der Neorenaissance bildet einen symmetrischen Block mit dem Nachbarhaus Nr. 16. Mietshaus, Neurenaissance, 1893 von Alois Barbist; bildet mit Nr. 16 | D-1-62-000-3385 |      |
| Kidlerstraße 16         | 1892/1893 | Der viergeschossige Mansarddachbau besitzt eine Putzfassade mit seitlichem Zwerchhaus, Schweifgiebel, Sohlbankgesimsen und Fensterverdachungen. | D-1-62-000-3386 |      |
| Kidlerstraße 18         | 1892      | Der als Mietshaus errichtete viergeschossige Mansarddachbau weist eine Putzfassade auf. Er besitzt einen zentralen Balkonerker und Stockwerkgesims. Das Rückgebäude stammt von Heinrich Wieser. | D-1-62-000-3387 |      |
| Kidlerstraße 22         | 1892      | Zusammen mit den Häusern Kidlerstraße 24 und Oberländerstraße 46 bildet das Bauwerk einen Mietshausblock. Es ist viergeschossig, mit Mansarddach versehen und besitzt eine Putzfassade mit Gurt- und Sohlbankgesims. | D-1-62-000-3388 |      |
| Kidlerstraße 24         | 1892      | s. Kidlerstraße 22. Das Haus ist im Stil der Neorenaissance gehalten. | D-1-62-000-3389 |      |
| Landsberger Straße 106  | 1894      | Das fünfgeschossige Miets- und Geschäftshaus besitzt ein Walmdach. Die Putzfassade weist Lisenen und Stuckdekor auf. 1897 wurde das Haus von Xaver Heininger aufgestockt und vereinfacht. | D-1-62-000-3760 |      |
| Lindwurmstraße 92a      | 1893      | Der viergeschossige Traufseitbau wurde als Mietshaus errichtet. Die Fassade ist im Stil der Neorenaissance gegliedert. Das Haus weist Rustizierung, Ädikulafenster und ein Erkertürmchen mit Zwiebelhaube auf. | D-1-62-000-3990 |      |
| Lindwurmstraße 157a     | 1892      | Das viergeschossige Mietshaus weist Fassadengliederung im Stil der Neorenaissance auf. Es besitzt einen flachen Mittelrisaliten und breite Fensterformate. | D-1-62-000-3997 |      |
| Maria-Theresia-Straße 1 | 1876/1899 | Der Eckbau im Stil der Neorenaissance ist mit Putz und Stuck gegliedert und besitzt einen übergiebelten Eckerker. Von Max Häusler und Robert Stürmer 1876 errichtet, wurde er 1899 von Alois Barbist umgebaut. | D-1-62-000-4249 |      |
| Oefelestraße 21         | 1897      | Das viergeschossige Mietshaus in Ecklage besitzt ein Walmdach. Die Putzfassade im Stil des Neobarock weist Rustikalisenen, Gurt- und Sohlbankgesimse auf. | D-1-62-000-4940 |      |
| Parkstraße 24           | 1887      | Das Mietshaus ist mit der Jahreszahl 1887 bezeichnet und wurde von Alois Barbist, Anton Spenger und Georg Müller errichtet. Der viergeschossige Mansardwalmdachbau besitzt einen Eckaufsatz. Die historisierende Putzfassade weist Sockel- und Eckrustika auf und ist mit Fensterverdachungen, Gurtgesimsen und Stuck verziert.                                                                                | D-1-62-000-5145 |      |
| Reifenstuelstraße 16    | 1899      | |                 |      |
| Rosenheimer Straße 62   | 1892      | Das fünfgeschossige Mietshaus in Ecklage ist im Stil der Neorenaissance gehalten. Es besitzt ein Mansarddach und an der Nordseite einen Erker und einen Voluten-Schweifgiebel. Mit dem Nachbarhaus Nr. 64 bildet es einen Block. | D-1-62-000-5927 |      |
| Rosenheimer Straße 64   | 1892      | s. Rosenheimer Straße 62. Der fünfgeschossige Bau im Stil der Neorenaissance besitzt Eckerker und Balkone. 1909 wurde von Hans Thaler ein Kino eingebaut. | D-1-62-000-5929 |      |
| Stielerstraße 3         | 1895      | Das dreigeschossige Mietshaus besitzt ein Mansarddach. Die Fassade ist im Stil des Neorokoko gegliedert und mit einem Risaliten versehen. Ferner schmückt ein Zwerchhaus mit Atelierfenster über einem polygonalen Bodenerker das Haus. Es ist mit gebändertem Erdgeschoss und Stuckdekor versehen. Reste der bauzeitlichen Pfeiler-Gitter-Einfriedung sind erhalten geblieben.                                | D-1-62-000-6696 |      |
| Stielerstraße 7         | 1895      | Das zweiflügelige, dreigeschossige Mietshaus besitzt ein Mansarddach. Die Fassade ist im Stil der Neorenaissance gegliedert. Das Haus besitzt einen Zwerchhaus-Risaliten und an der Seitenfront zwei Türme. Die Pfeiler-Gitter-Einfriedung ist bauzeitlich. Das Haus wurde vereinfacht. Es bildet mit der Stielerstraße 5 eine symmetrische Gruppe. Der Baugruppe zuzuordnen ist auch das Haus Bavariaring 41. | D-1-62-000-6699 |      |
| Tumblingerstraße 36     | 1895      | Die Häuser Tumblingerstraße 36 und 38 bilden ein Doppelmietshaus. Der viergeschossige Mansarddachbau besitzt eine im Stil des Neobarock gegliederte Fassade, ein gebändertes Erdgeschoss, Fenster mit Ohrungen und Verdachungen in den Obergeschossen. | D-1-62-000-7062 |      |
| Tumblingerstraße 38     | 1895      | s. Tumblingerstraße 36. | D-1-62-000-7063 |      |
| Waltherstraße 18        | 1892      | |                 |      |
| Waltherstraße 19        | 1895      | Das viergeschossige Mietshaus weist eine reich gegliederte neobarocke Fassade mit Stuckdekor, Eckerker und Fensterverdachungen in den Hauptgeschossen auf. Das Erdgeschoss ist gebändert. Die Gittertoreinfahrt ist bauzeitlich. Nach Kriegsschäden wurde die Dachgestaltung vereinfacht. | D-1-62-000-7333 |      |
| Waltherstraße 20        | 1892      | Der viergeschossige Traufseitbau wurde als Mietshaus errichtet. Er besitzt eine Fassadengliederung im Stil der Neorenaissance. Die Fenster in den Hauptgeschossen sind übergiebelt, das Erdgeschoss gebändert. In der Denkmalliste wird zu diesem Haus auf das Nachbarhaus Nr. 18 verwiesen, das aber dort nicht erwähnt wird.                                                                                 | D-1-62-000-7334 |      |
| Zenettistraße 32        | 1889      | Das viergeschossige Mietshaus besitzt ein Mansarddach. Die Fassade ist detailreich im Stil der Neorenaissance gegliedert. Das Gebäude besitzt ein Zwerchhaus, Rustizierungen im Erd- und im ersten Obergeschoss sowie Gesimse und Giebelfenster im zweiten Obergeschoss. Das dritte Obergeschoss weist Rundbogenfenster auf.                                                                                   | D-1-62-000-7726 |      |